# Arbatsko–Pokrovskajalinjen

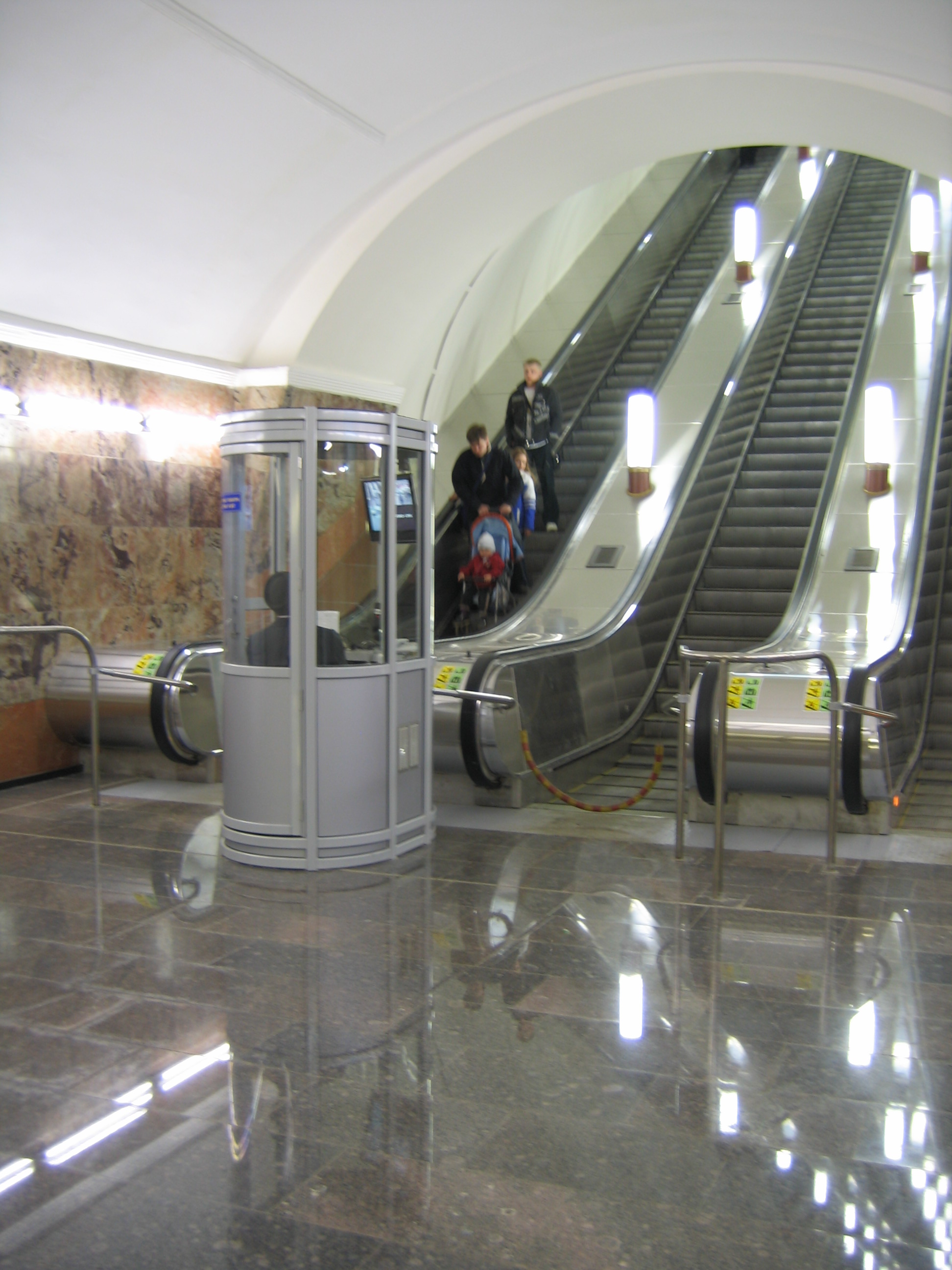
Nya rulltrappor vid Semjonovskaja

Arbatsko–Pokrovskajalinjen (ryska: Арбатско–Покровская линия) är en linje i Moskvas tunnelbanesystem. Linjen går i väst-östlig riktning. Arbatsko–Pokrovskajalinjen är den längsta linjen i Moskvas tunnelbana, 45,1 km lång och 22 stationer.
Tunnelbanelinjen öppnades 1938 och är därmed den näst äldsta i systemet. Stationen i Pobedyparken är känd på grund av att den ligger på 84 meters djup, vilket gör den till den djupast liggande i hela systemet. 